# Lista över fornlämningar i Västerås kommun (Tillberga)
Lista över fornlämningar i Västerås kommun (Tillberga) är en förteckning av ett urval av de fornlämningar som finns i Tillberga i Västerås kommun.
| Namn                         | Lämningstyp                      | Tillkomsttid | Historisk indelning    | Plats | Läge                 | ID-nr          | Bild                                 |
| ---------------------------- | -------------------------------- | ------------ | ---------------------- | ----- | -------------------- | -------------- | ------------------------------------ |
| Mycklinge (Tillberga 1:1)    | Gravfält                         |              | Tillberga, Västmanland |       | 59.677784, 16.682681 | 10232500010001 | Ladda upp en bild av detta fornminne |
| Mycklinge (Tillberga 2:1)    | Hög                              |              | Tillberga, Västmanland |       | 59.675551, 16.690936 | 10232500020001 | Ladda upp en bild av detta fornminne |
| Mycklinge (Tillberga 2:2)    | Stensättning                     |              | Tillberga, Västmanland |       | 59.675390, 16.691076 | 10232500020002 | Ladda upp en bild av detta fornminne |
| Mycklinge (Tillberga 2:3)    | Stensättning                     |              | Tillberga, Västmanland |       | 59.675410, 16.690825 | 10232500020003 | Ladda upp en bild av detta fornminne |
| Mycklinge (Tillberga 3:1)    | Hög                              |              | Tillberga, Västmanland |       | 59.677460, 16.690870 | 10232500030001 | Ladda upp en bild av detta fornminne |
| Mycklinge (Tillberga 3:2)    | Hög                              |              | Tillberga, Västmanland |       | 59.677376, 16.690409 | 10232500030002 | Ladda upp en bild av detta fornminne |
| Uppsala (Tillberga 4:1)      | Gravfält                         |              | Tillberga, Västmanland |       | 59.664680, 16.688343 | 10232500040001 | Ladda upp en bild av detta fornminne |
| Uppsala (Tillberga 4:2)      | Stensättning                     |              | Tillberga, Västmanland |       | 59.665504, 16.687472 | 10232500040002 | Ladda upp en bild av detta fornminne |
| Uppsala (Tillberga 4:3)      | Stensättning                     |              | Tillberga, Västmanland |       | 59.665608, 16.687440 | 10232500040003 | Ladda upp en bild av detta fornminne |
| Uppsala (Tillberga 4:4)      | Gravfält                         |              | Tillberga, Västmanland |       | 59.665780, 16.686496 | 10232500040004 | Ladda upp en bild av detta fornminne |
| Uppsala (Tillberga 4:5)      | Hällristning                     |              | Tillberga, Västmanland |       | 59.665982, 16.686302 | 10232500040005 | Ladda upp en bild av detta fornminne |
| Uppsala (Tillberga 5:1)      | Hällristning                     |              | Tillberga, Västmanland |       | 59.663110, 16.686175 | 10232500050001 | Ladda upp en bild av detta fornminne |
| Uppsala (Tillberga 6:1)      | Gravfält                         |              | Tillberga, Västmanland |       | 59.661279, 16.692887 | 10232500060001 | Ladda upp en bild av detta fornminne |
| Tillberga 7:1                | Grav- och boplatsområde          |              | Tillberga, Västmanland |       | 59.685822, 16.689158 | 10232500070001 | Ladda upp en bild av detta fornminne |
| Tillberga 8:1                | Gravfält                         |              | Tillberga, Västmanland |       | 59.690371, 16.684671 | 10232500080001 | Ladda upp en bild av detta fornminne |
| Tillberga 9:1                | Gravfält                         |              | Tillberga, Västmanland |       | 59.692473, 16.677764 | 10232500090001 | Ladda upp en bild av detta fornminne |
| Tillberga 9:2                | Gravfält                         |              | Tillberga, Västmanland |       | 59.691795, 16.679350 | 10232500090002 | Ladda upp en bild av detta fornminne |
| Tillberga 9:3                | Hällristning                     |              | Tillberga, Västmanland |       | 59.692174, 16.678045 | 10232500090003 | Ladda upp en bild av detta fornminne |
| Tillberga 10:1               | Hög                              |              | Tillberga, Västmanland |       | 59.690736, 16.681894 | 10232500100001 | Ladda upp en bild av detta fornminne |
| Tillberga 10:2               | Stensättning                     |              | Tillberga, Västmanland |       | 59.690620, 16.681985 | 10232500100002 | Ladda upp en bild av detta fornminne |
| Tillberga 10:3               | Stensättning                     |              | Tillberga, Västmanland |       | 59.690895, 16.681076 | 10232500100003 | Ladda upp en bild av detta fornminne |
| Tillberga 10:4               | Stensättning                     |              | Tillberga, Västmanland |       | 59.691165, 16.680624 | 10232500100004 | Ladda upp en bild av detta fornminne |
| Tillberga 11:1               | Stensättning                     |              | Tillberga, Västmanland |       | 59.688650, 16.683948 | 10232500110001 | Ladda upp en bild av detta fornminne |
| Tillberga 11:2               | Stensättning                     |              | Tillberga, Västmanland |       | 59.688635, 16.684200 | 10232500110002 | Ladda upp en bild av detta fornminne |
| Tillberga 12:1               | Stensättning                     |              | Tillberga, Västmanland |       | 59.685985, 16.686814 | 10232500120001 | Ladda upp en bild av detta fornminne |
| Tillberga 13:1               | Gravfält                         |              | Tillberga, Västmanland |       | 59.696056, 16.647279 | 10232500130001 | Ladda upp en bild av detta fornminne |
| Mycklinge (Tillberga 14:1)   | Gravfält                         |              | Tillberga, Västmanland |       | 59.678697, 16.679165 | 10232500140001 | Ladda upp en bild av detta fornminne |
| Tillberga 15:1               | Stensättning                     |              | Tillberga, Västmanland |       | 59.678677, 16.680793 | 10232500150001 | Ladda upp en bild av detta fornminne |
| Tillberga 17:1               | Stensättning                     |              | Tillberga, Västmanland |       | 59.679595, 16.692159 | 10232500170001 | Ladda upp en bild av detta fornminne |
| Tillberga 18:1               | Gravfält                         |              | Tillberga, Västmanland |       | 59.684238, 16.690672 | 10232500180001 | Ladda upp en bild av detta fornminne |
| Tillberga 19:1               | Stensättning                     |              | Tillberga, Västmanland |       | 59.671215, 16.672133 | 10232500190001 | Ladda upp en bild av detta fornminne |
| Tillberga 19:2               | Röse                             |              | Tillberga, Västmanland |       | 59.671094, 16.672232 | 10232500190002 | Ladda upp en bild av detta fornminne |
| Tillberga 20:1               | Stensättning                     |              | Tillberga, Västmanland |       | 59.667147, 16.672877 | 10232500200001 | Ladda upp en bild av detta fornminne |
| Tillberga 21:1               | Stensättning                     |              | Tillberga, Västmanland |       | 59.662476, 16.674070 | 10232500210001 | Ladda upp en bild av detta fornminne |
| Tillberga 22:1               | Stensättning                     |              | Tillberga, Västmanland |       | 59.670371, 16.678333 | 10232500220001 | Ladda upp en bild av detta fornminne |
| Tillberga 22:2               | Stensättning                     |              | Tillberga, Västmanland |       | 59.670227, 16.678229 | 10232500220002 | Ladda upp en bild av detta fornminne |
| Tillberga 22:3               | Stensättning                     |              | Tillberga, Västmanland |       | 59.670026, 16.678340 | 10232500220003 | Ladda upp en bild av detta fornminne |
| Tillberga 23:1               | Gravfält                         |              | Tillberga, Västmanland |       | 59.659270, 16.676235 | 10232500230001 | Ladda upp en bild av detta fornminne |
| Tillberga 24:1               | Gravfält                         |              | Tillberga, Västmanland |       | 59.658083, 16.676404 | 10232500240001 | Ladda upp en bild av detta fornminne |
| Tillberga 25:1               | Gravfält                         |              | Tillberga, Västmanland |       | 59.658549, 16.674295 | 10232500250001 | Ladda upp en bild av detta fornminne |
| Tillberga 26:1               | Stensättning                     |              | Tillberga, Västmanland |       | 59.659026, 16.673623 | 10232500260001 | Ladda upp en bild av detta fornminne |
| Tillberga 27:1               | Hög                              |              | Tillberga, Västmanland |       | 59.659886, 16.666681 | 10232500270001 | Ladda upp en bild av detta fornminne |
| Tillberga 27:2               | Hög                              |              | Tillberga, Västmanland |       | 59.660105, 16.666645 | 10232500270002 | Ladda upp en bild av detta fornminne |
| Tillberga 28:1               | Gravfält                         |              | Tillberga, Västmanland |       | 59.658995, 16.696121 | 10232500280001 | Ladda upp en bild av detta fornminne |
| Tillberga 29:1               | Gravfält                         |              | Tillberga, Västmanland |       | 59.652393, 16.668997 | 10232500290001 | Ladda upp en bild av detta fornminne |
| Tillberga 30:1               | Stensättning                     |              | Tillberga, Västmanland |       | 59.654088, 16.673894 | 10232500300001 | Ladda upp en bild av detta fornminne |
| Aberga (Tillberga 31:1)      | Stensättning                     |              | Tillberga, Västmanland |       | 59.654719, 16.672593 | 10232500310001 | Ladda upp en bild av detta fornminne |
| Aberga (Tillberga 31:2)      | Stensättning                     |              | Tillberga, Västmanland |       | 59.654626, 16.672388 | 10232500310002 | Ladda upp en bild av detta fornminne |
| Aberga (Tillberga 31:3)      | Stensättning                     |              | Tillberga, Västmanland |       | 59.654803, 16.672230 | 10232500310003 | Ladda upp en bild av detta fornminne |
| Aberga (Tillberga 32:1)      | Gravfält                         |              | Tillberga, Västmanland |       | 59.655479, 16.672103 | 10232500320001 | Ladda upp en bild av detta fornminne |
| Tillberga 33:1               | Stensättning                     |              | Tillberga, Västmanland |       | 59.682113, 16.680368 | 10232500330001 | Ladda upp en bild av detta fornminne |
| Tillberga 34:1               | Stensättning                     |              | Tillberga, Västmanland |       | 59.692619, 16.670545 | 10232500340001 | Ladda upp en bild av detta fornminne |
| Tillberga 34:2               | Grav markerad av sten/block      |              | Tillberga, Västmanland |       | 59.692592, 16.670761 | 10232500340002 | Ladda upp en bild av detta fornminne |
| Tillberga 35:1               | Gravfält                         |              | Tillberga, Västmanland |       | 59.694411, 16.666681 | 10232500350001 | Ladda upp en bild av detta fornminne |
| Tillberga 36:1               | Hög                              |              | Tillberga, Västmanland |       | 59.696151, 16.655951 | 10232500360001 | Ladda upp en bild av detta fornminne |
| Tillberga 37:2               | Gravfält                         |              | Tillberga, Västmanland |       | 59.656644, 16.662597 | 10232500370002 | Ladda upp en bild av detta fornminne |
| Tillberga 37:3               | Stensättning                     |              | Tillberga, Västmanland |       | 59.657054, 16.663133 | 10232500370003 | Ladda upp en bild av detta fornminne |
| Tillberga 37:4               | Stensättning                     |              | Tillberga, Västmanland |       | 59.657111, 16.663303 | 10232500370004 | Ladda upp en bild av detta fornminne |
| Tillberga 37:5               | Hällristning                     |              | Tillberga, Västmanland |       | 59.657131, 16.663904 | 10232500370005 | Ladda upp en bild av detta fornminne |
| Tillberga 37:7               | Stensättning                     |              | Tillberga, Västmanland |       | 59.656737, 16.661831 | 10232500370007 | Ladda upp en bild av detta fornminne |
| Tillberga 39:1               | Stensättning                     |              | Tillberga, Västmanland |       | 59.658538, 16.696986 | 10232500390001 | Ladda upp en bild av detta fornminne |
| Bejby borg (Tillberga 40:1)  | Fornborg                         |              | Tillberga, Västmanland |       | 59.746890, 16.640704 | 10232500400001 | Ladda upp en bild av detta fornminne |
| Tillberga 42:1               | Stensättning                     |              | Tillberga, Västmanland |       | 59.717056, 16.664393 | 10232500420001 | Ladda upp en bild av detta fornminne |
| Tillberga 42:2               | Röse                             |              | Tillberga, Västmanland |       | 59.717320, 16.664385 | 10232500420002 | Ladda upp en bild av detta fornminne |
| Tillberga 42:3               | Stensättning                     |              | Tillberga, Västmanland |       | 59.717596, 16.663945 | 10232500420003 | Ladda upp en bild av detta fornminne |
| Tillberga 43:1               | Stensättning                     |              | Tillberga, Västmanland |       | 59.715438, 16.663532 | 10232500430001 | Ladda upp en bild av detta fornminne |
| Tillberga 47:1               | Hög                              |              | Tillberga, Västmanland |       | 59.689430, 16.684671 | 10232500470001 | Ladda upp en bild av detta fornminne |
| Tillberga 47:2               | Stensättning                     |              | Tillberga, Västmanland |       | 59.689568, 16.684576 | 10232500470002 | Ladda upp en bild av detta fornminne |
| Tillberga 50:1               | Stensättning                     |              | Tillberga, Västmanland |       | 59.655977, 16.659828 | 10232500500001 | Ladda upp en bild av detta fornminne |
| Hällby (Tillberga 51:1)      | Stensättning                     |              | Tillberga, Västmanland |       | 59.717862, 16.627184 | 10232500510001 | Ladda upp en bild av detta fornminne |
| Hällby (Tillberga 51:2)      | Stensättning                     |              | Tillberga, Västmanland |       | 59.718016, 16.627753 | 10232500510002 | Ladda upp en bild av detta fornminne |
| Hällby (Tillberga 52:1)      | Hällristning                     |              | Tillberga, Västmanland |       | 59.717480, 16.620628 | 10232500520001 | Ladda upp en bild av detta fornminne |
| Hällby (Tillberga 53:1)      | Hällristning                     |              | Tillberga, Västmanland |       | 59.717142, 16.621320 | 10232500530001 | Ladda upp en bild av detta fornminne |
| Hällby (Tillberga 54:1)      | Stensättning                     |              | Tillberga, Västmanland |       | 59.719286, 16.623414 | 10232500540001 | Ladda upp en bild av detta fornminne |
| Hällby (Tillberga 54:2)      | Stensättning                     |              | Tillberga, Västmanland |       | 59.719564, 16.622895 | 10232500540002 | Ladda upp en bild av detta fornminne |
| Tillberga 55:1               | Hällristning                     |              | Tillberga, Västmanland |       | 59.716483, 16.646681 | 10232500550001 | Ladda upp en bild av detta fornminne |
| Tillberga 57:1               | Gravfält                         |              | Tillberga, Västmanland |       | 59.716998, 16.646272 | 10232500570001 | Ladda upp en bild av detta fornminne |
| Backa (Tillberga 58:1)       | Hällristning                     |              | Tillberga, Västmanland |       | 59.716886, 16.645239 | 10232500580001 | Ladda upp en bild av detta fornminne |
| Backa (Tillberga 58:2)       | Hällristning                     |              | Tillberga, Västmanland |       | 59.716750, 16.644944 | 10232500580002 | Ladda upp en bild av detta fornminne |
| Tillberga 59:1               | Hällristning                     |              | Tillberga, Västmanland |       | 59.710819, 16.647905 | 10232500590001 | Ladda upp en bild av detta fornminne |
| Tillberga 61:1               | Stensättning                     |              | Tillberga, Västmanland |       | 59.698497, 16.637827 | 10232500610001 | Ladda upp en bild av detta fornminne |
| Prästgården (Tillberga 62:1) | Gravfält                         |              | Tillberga, Västmanland |       | 59.700502, 16.638468 | 10232500620001 | Ladda upp en bild av detta fornminne |
| Tillberga 63:1               | Stensättning                     |              | Tillberga, Västmanland |       | 59.702583, 16.643239 | 10232500630001 | Ladda upp en bild av detta fornminne |
| Tillberga 65:1               | Stensättning                     |              | Tillberga, Västmanland |       | 59.722851, 16.635077 | 10232500650001 | Ladda upp en bild av detta fornminne |
| Tillberga 65:2               | Stensättning                     |              | Tillberga, Västmanland |       | 59.722705, 16.635393 | 10232500650002 | Ladda upp en bild av detta fornminne |
| Tillberga 65:3               | Stensättning                     |              | Tillberga, Västmanland |       | 59.722634, 16.635608 | 10232500650003 | Ladda upp en bild av detta fornminne |
| Tillberga 65:4               | Stensättning                     |              | Tillberga, Västmanland |       | 59.722523, 16.634784 | 10232500650004 | Ladda upp en bild av detta fornminne |
| Tillberga 67:1               | Röse                             |              | Tillberga, Västmanland |       | 59.717877, 16.654973 | 10232500670001 | Ladda upp en bild av detta fornminne |
| Tillberga 68:1               | Gravfält                         |              | Tillberga, Västmanland |       | 59.719384, 16.651269 | 10232500680001 | Ladda upp en bild av detta fornminne |
| Tillberga 69:1               | Stensättning                     |              | Tillberga, Västmanland |       | 59.718716, 16.654110 | 10232500690001 | Ladda upp en bild av detta fornminne |
| Tillberga 70:1               | Gravfält                         |              | Tillberga, Västmanland |       | 59.722607, 16.639761 | 10232500700001 | Ladda upp en bild av detta fornminne |
| Backa (Tillberga 76:1)       | Hällristning                     |              | Tillberga, Västmanland |       | 59.717074, 16.645613 | 10232500760001 | Ladda upp en bild av detta fornminne |
| Tillberga 77:1               | Hög                              |              | Tillberga, Västmanland |       | 59.689266, 16.687780 | 10232500770001 | Ladda upp en bild av detta fornminne |
| Tillberga 77:2               | Husgrund, förhistorisk/medeltida |              | Tillberga, Västmanland |       | 59.689448, 16.687721 | 10232500770002 | Ladda upp en bild av detta fornminne |
| Tillberga 77:3               | Hällristning                     |              | Tillberga, Västmanland |       | 59.689612, 16.687861 | 10232500770003 | Ladda upp en bild av detta fornminne |
| Tillberga 79:1               | Grav- och boplatsområde          |              | Tillberga, Västmanland |       | 59.690207, 16.681737 | 10232500790001 | Ladda upp en bild av detta fornminne |
| Tillberga 81:1               | Gravfält                         |              | Tillberga, Västmanland |       | 59.668810, 16.678555 | 10232500810001 | Ladda upp en bild av detta fornminne |
| Tillberga 82:1               | Hällristning                     |              | Tillberga, Västmanland |       | 59.691548, 16.672974 | 10232500820001 | Ladda upp en bild av detta fornminne |
| Tillberga 88:1               | Grav markerad av sten/block      |              | Tillberga, Västmanland |       | 59.667412, 16.677864 | 10232500880001 | Ladda upp en bild av detta fornminne |
| Tillberga 89:1               | Hög                              |              | Tillberga, Västmanland |       | 59.671623, 16.679488 | 10232500890001 | Ladda upp en bild av detta fornminne |
| Tillberga 89:2               | Stensättning                     |              | Tillberga, Västmanland |       | 59.671750, 16.679506 | 10232500890002 | Ladda upp en bild av detta fornminne |
| Tillberga 89:3               | Stensättning                     |              | Tillberga, Västmanland |       | 59.671878, 16.679425 | 10232500890003 | Ladda upp en bild av detta fornminne |
| Tillberga 89:4               | Stensättning                     |              | Tillberga, Västmanland |       | 59.671931, 16.678919 | 10232500890004 | Ladda upp en bild av detta fornminne |
| Tillberga 119:1              | Stensättning                     |              | Tillberga, Västmanland |       | 59.690583, 16.679470 | 10232501190001 | Ladda upp en bild av detta fornminne |
| Tillberga 123:1              | Gravfält                         |              | Tillberga, Västmanland |       | 59.661701, 16.691137 | 10232501230001 | Ladda upp en bild av detta fornminne |
| Tillberga 127:1              | Stensättning                     |              | Tillberga, Västmanland |       | 59.716679, 16.670885 | 10232501270001 | Ladda upp en bild av detta fornminne |
| Tillberga 128:1              | Stensättning                     |              | Tillberga, Västmanland |       | 59.665005, 16.690023 | 10232501280001 | Ladda upp en bild av detta fornminne |
| Tillberga 129:1              | Hällristning                     |              | Tillberga, Västmanland |       | 59.666583, 16.685911 | 10232501290001 | Ladda upp en bild av detta fornminne |
| Tillberga 129:3              | Hällristning                     |              | Tillberga, Västmanland |       | 59.666512, 16.686129 | 10232501290003 | Ladda upp en bild av detta fornminne |
| Tillberga 130:1              | Hällristning                     |              | Tillberga, Västmanland |       | 59.665494, 16.685286 | 10232501300001 | Ladda upp en bild av detta fornminne |
| Tillberga 131:1              | Hällristning                     |              | Tillberga, Västmanland |       | 59.665027, 16.686698 | 10232501310001 | Ladda upp en bild av detta fornminne |
| Tillberga 133:1              | Hällristning                     |              | Tillberga, Västmanland |       | 59.692144, 16.676776 | 10232501330001 | Ladda upp en bild av detta fornminne |
| Tillberga 134:1              | Hällristning                     |              | Tillberga, Västmanland |       | 59.692865, 16.676138 | 10232501340001 | Ladda upp en bild av detta fornminne |
| Tillberga 136:2              | Stensättning                     |              | Tillberga, Västmanland |       | 59.687497, 16.682344 | 10232501360002 | Ladda upp en bild av detta fornminne |
| Tillberga 136:3              | Stensättning                     |              | Tillberga, Västmanland |       | 59.687560, 16.681913 | 10232501360003 | Ladda upp en bild av detta fornminne |
| Tillberga 136:4              | Stensättning                     |              | Tillberga, Västmanland |       | 59.687726, 16.681474 | 10232501360004 | Ladda upp en bild av detta fornminne |
| Tillberga 136:5              | Stensättning                     |              | Tillberga, Västmanland |       | 59.687931, 16.681456 | 10232501360005 | Ladda upp en bild av detta fornminne |
| Tillberga 139:1              | Stensättning                     |              | Tillberga, Västmanland |       | 59.658303, 16.663796 | 10232501390001 | Ladda upp en bild av detta fornminne |
| Tillberga 140:1              | Stensättning                     |              | Tillberga, Västmanland |       | 59.659824, 16.660878 | 10232501400001 | Ladda upp en bild av detta fornminne |
| Tillberga 144:1              | Stensättning                     |              | Tillberga, Västmanland |       | 59.659063, 16.659909 | 10232501440001 | Ladda upp en bild av detta fornminne |
| Tillberga 151:1              | Stensättning                     |              | Tillberga, Västmanland |       | 59.720825, 16.620230 | 10232501510001 | Ladda upp en bild av detta fornminne |
| Tillberga 153:1              | Stensättning                     |              | Tillberga, Västmanland |       | 59.654877, 16.658777 | 10232501530001 | Ladda upp en bild av detta fornminne |
| Tillberga 153:2              | Stensättning                     |              | Tillberga, Västmanland |       | 59.654788, 16.658679 | 10232501530002 | Ladda upp en bild av detta fornminne |
| Tillberga 155:1              | Hällristning                     |              | Tillberga, Västmanland |       | 59.691133, 16.683207 | 10232501550001 | Ladda upp en bild av detta fornminne |
| Tillberga 156:2              | Stensättning                     |              | Tillberga, Västmanland |       | 59.657230, 16.646954 | 10232501560002 | Ladda upp en bild av detta fornminne |
| Tillberga 159:1              | Stensättning                     |              | Tillberga, Västmanland |       | 59.663395, 16.673479 | 10232501590001 | Ladda upp en bild av detta fornminne |
| Tillberga 165:1              | Hällristning                     |              | Tillberga, Västmanland |       | 59.666345, 16.691913 | 10232501650001 | Ladda upp en bild av detta fornminne |
| Tillberga 166:1              | Hällristning                     |              | Tillberga, Västmanland |       | 59.664740, 16.669304 | 10232501660001 | Ladda upp en bild av detta fornminne |
| Tillberga 166:2              | Hällristning                     |              | Tillberga, Västmanland |       | 59.664740, 16.669304 | 10232501660002 | Ladda upp en bild av detta fornminne |
| Tillberga 166:3              | Hällristning                     |              | Tillberga, Västmanland |       | 59.664649, 16.669522 | 10232501660003 | Ladda upp en bild av detta fornminne |
| Tillberga 167:1              | Hällristning                     |              | Tillberga, Västmanland |       | 59.664233, 16.671226 | 10232501670001 | Ladda upp en bild av detta fornminne |
| Tillberga 191                | Stensättning                     |              | Tillberga, Västmanland |       | 59.661674, 16.689261 | 12000000059312 | Ladda upp en bild av detta fornminne |
| Tillberga 195                | Stensättning                     |              | Tillberga, Västmanland |       | 59.661775, 16.689242 | 12000000059319 | Ladda upp en bild av detta fornminne |
| Tortuna 25:1                 | Grav markerad av sten/block      |              | Tillberga, Västmanland |       | 59.679439, 16.693951 | 10232700250001 | Ladda upp en bild av detta fornminne |